# لانس وليامز (كرة سلة)
لانس وليامز (بالإنجليزية: Lance Williams)‏ مواليد 19 يونيو 1980 في شيكاغو، هو لاعب كرة سلة أمريكي. بدأ مسيرته الاحترافية في سنة 2002. يلعب في الدوري الفنلندي لكرة السلة كلاعب وسط. يحمل الرقم 14.

## المسيرة الاحترافية
لعب مع نادي جامعة إسطنبول التقنية لكرة السلة في موسم 2002–2003، ثم لعب مع نادي بوسنا رويال لكرة السلة من سنة 2004 إلى 2006، ثم لعب مع تورو زغورجيلتس في سنة 2007، ثم لعب مع بانفيت لكرة السلة في الدوري التركي من سنة 2008 إلى 2012.

## روابط خارجية
- لانس وليامز على موقع الاتحاد الدولي لكرة السلة (الإنجليزية)
- لانس وليامز على موقع الدوري الأوروبي لكرة السلة (الإنجليزية)
- لانس وليامز على موقع كرة السلة الأوروبية.كوم (الإنجليزية)
- لانس وليامز على موقع كلية كرة السلة في سبورتس رفرنس.كوم (الإنجليزية)
- لانس وليامز على موقع ريلجم (الإنجليزية)
- لانس وليامز على موقع بروبوليرز (الإنجليزية)
- لانس وليامز على موقع سبورتس رفرنس (الإنجليزية)